# Moonspell
Moonspell ist eine portugiesische Metal-Band aus Brandoa bei Lissabon.

## Bandgeschichte

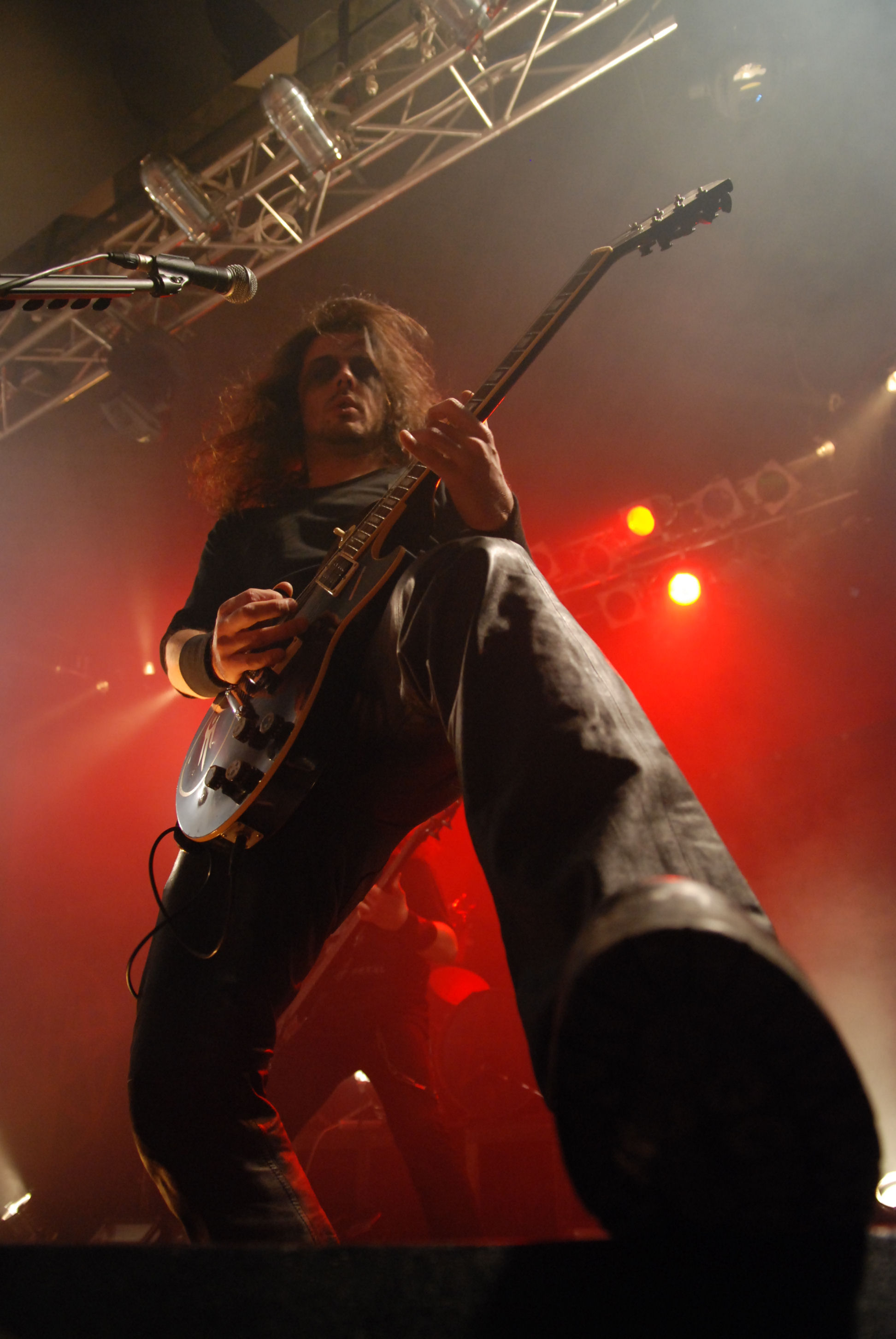
Ricardo Amorim im Klub Studio in Kraków im Jahr 2007.

Moonspell wurde 1989 von Fernando Ribeiro als Black-Metal-Band unter dem Namen Morbid God gegründet. Bis 1992 nahm die Band einige Demos auf, bis sie ihren Stil fand und sich in Moonspell umbenannte. 1993 veröffentlichten sie unter neuem Namen das Demo Anno Satanae.
1994 spielte die Band zusammen mit Cradle of Filth auf einem Konzert in Lissabon, Portugal. Kurz darauf veröffentlichte sie ihre zweite EP Under the Moonspell. Sie schloss einen Vertrag mit Century Media ab und veröffentlichte ihr Debütalbum Wolfheart, welches 1995 den Durchbruch brachte.
Mit Irreligious erschien 1996 das zweite Album der Band. Es gab eine Single-Auskopplung sowie ein Musikvideo, das auf verschiedenen Fernsehsendern gezeigt wurde. 1998 erschien das dritte Album der Band Sin/Pecado. Noch im selben Jahr widmete sich Moonspell ihrem Nebenprojekt Daemonarch, unter welchem sie das Album Hermeticum veröffentlichten.
2001 erschien das Album Darkness and Hope, aus welchem die Single Nocturna ausgekoppelt wurde. Auf diesem Album coverte Moonspell auch den Ozzy-Osbourne-Titel Mr. Crowley.
2003 erschien das Album The Antidote, das Platz 4 der portugiesischen Albumcharts erreichte. 2005 schloss die Band einen Vertrag über drei Alben mit SPV/Steamhammer ab. Ihre erste Veröffentlichung unter dem neuen Label war 2006 Memorial, das in Portugal Platz 1 erreichte.
2007 veröffentlichte die Band das Album Under Satanae mit Neuaufnahmen der Stücke von Under the Moonspell und Anno Satanae. Auch dieses Album konnte sich mit Platz 43 in den portugiesischen Charts platzieren. Kurz nach dem Erscheinen spielte die Band das komplette Album auf einem Konzert in Lissabon vor 3.500 Zuschauern. Später im selben Jahr folgte ein Auftritt auf dem Wacken Open Air. Im Januar 2008 begann Moonspell mit den Aufnahmen des nächsten Albums, Night Eternal. Niclas Etelävuori von Amorphis spielte wie auch schon zu The Antidote die Bassspuren ein.
2010 wurden Moonspell in Portugal durch die CTT Correios de Portugal für ihr Wolfheart-Album mit einer 1-Euro-Briefmarke geehrt.
Nach 2012 konzentrierte sich der ursprüngliche zweite Gitarrist, Pedro Paixão, zunehmend auf seine Rolle als Keyboarder und überließ die Gitarre ausschließlich Ricardo Amorin. Der Grund für den Instrumentenwechsel war, dass Pedro sich nie primär als Gitarrist gesehen hat und die Band ihren Sound auch live durch Keyboards stärker verdichten wollte.

## Stil

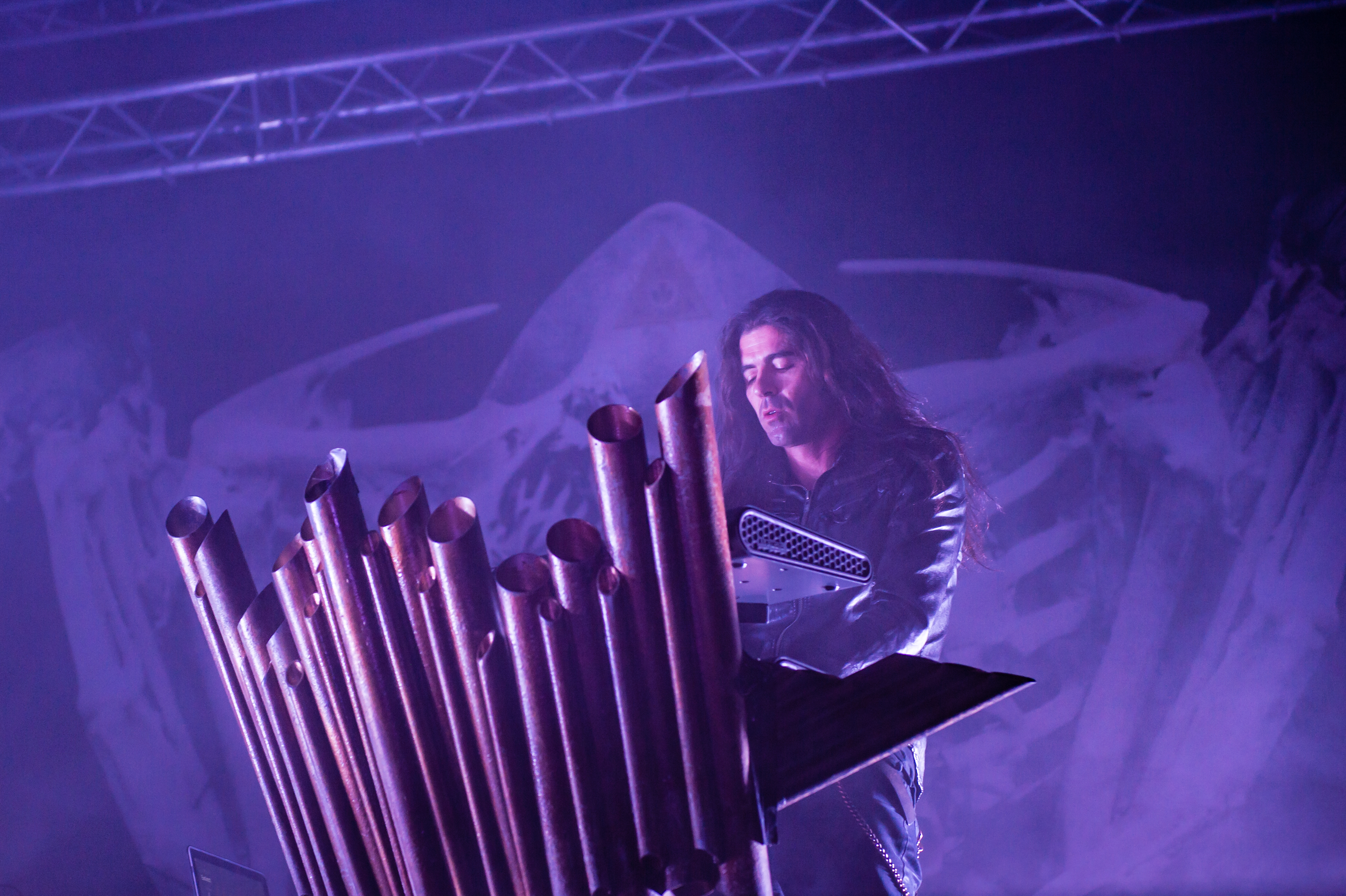
Pedro Paixão auf dem Epic Metal Fest 2015

Moonspell begann als Black-Metal-Band und wurde dann zu einem Vertreter des melodischen Dark Metal oder Gothic Metal. Der Sänger und Texter Fernando Ribeiro bezeichnete Moonspell in einem Interview als „[eines der Mittel, um] die Leute wissen zu lassen, dass es keinen Gott neben dem Menschen gibt.“ Zu den Einflüssen der Band zählen Bathory, Root, Morbid Angel, Samael, Tiamat, Carcass, Fields of the Nephilim, The Cure und Metallica. Als die Band im Laufe der 2000er Jahre ihren Stil noch variabler gestaltete, benannte Gitarrist Ricardo zur Zeit des „Hermitage“-Albums auch noch Pink Floyd als besonders starken Einfluss, gab aber gleichzeitig zu Protokoll, dass man quasi jeden Stil bis hin zu Marillion in den Sound von Moonspell integrieren könnte, solange man darauf achtet, dass das Ergebnis dennoch nach Moonspell klingt.

## Diskografie

### Alben
| Jahr | Titel Musiklabel                   | Höchstplatzierung, Gesamtwochen, AuszeichnungChartplatzierungen (Jahr, Titel, Musiklabel, Platzierungen, Wochen, Auszeichnungen, Anmerkungen) | Höchstplatzierung, Gesamtwochen, AuszeichnungChartplatzierungen (Jahr, Titel, Musiklabel, Platzierungen, Wochen, Auszeichnungen, Anmerkungen) | Höchstplatzierung, Gesamtwochen, AuszeichnungChartplatzierungen (Jahr, Titel, Musiklabel, Platzierungen, Wochen, Auszeichnungen, Anmerkungen) | Höchstplatzierung, Gesamtwochen, AuszeichnungChartplatzierungen (Jahr, Titel, Musiklabel, Platzierungen, Wochen, Auszeichnungen, Anmerkungen) | Anmerkungen |
| Jahr | Titel Musiklabel                   | DE | AT | CH | PT | Anmerkungen |
| ---- | ---------------------------------- | --- | --- | --- | --- | --- |
| 1995 | Wolfheart Century Media            | — | — | — | — | Erstveröffentlichung: 1. April 1995                                                                                 |
| 1996 | Irreligious Century Media          | DE55 (8 Wo.)DE | — | — | — | Erstveröffentlichung: 29. Juli 1996                                                                                 |
| 1998 | Sin/Pecado Century Media           | DE42 (4 Wo.)DE | AT25 (4 Wo.)AT | — | — | Erstveröffentlichung: 20. Januar 1998                                                                               |
| 1999 | The Butterfly Effect Century Media | DE69 (1 Wo.)DE | — | — | PT16 (2 Wo.)PT | Erstveröffentlichung: 13. September 1999 Platzierung 1999 in PT unbekannt, Platz 16 bei Wiederveröffentlichung 2020 |
| 2001 | Darkness and Hope Century Media    | DE43 (3 Wo.)DE | — | — | — | Erstveröffentlichung: 18. September 2001                                                                            |
| 2003 | The Antidote Century Media         | DE75 (1 Wo.)DE | — | — | PT4 (4 Wo.)PT | Erstveröffentlichung: 29. September 2003                                                                            |
| 2006 | Memorial Steamhammer               | DE68 (1 Wo.)DE | — | — | PT1 Gold · (5 Wo.)PT | Erstveröffentlichung: 25. April 2006                                                                                |
| 2007 | Under Satanae Steamhammer          | — | — | — | PT12 (2 Wo.)PT | Erstveröffentlichung: 12. Oktober 2007 Neuaufnahme von Under the Moonspell und Anno Satanae                         |
| 2008 | Night Eternal Steamhammer          | DE62 (1 Wo.)DE | — | — | PT3 (6 Wo.)PT | Erstveröffentlichung: 16. Mai 2008                                                                                  |
| 2012 | Alpha Noir Napalm Records          | DE37 (1 Wo.)DE | AT44 (1 Wo.)AT | CH48 (1 Wo.)CH | — | Erstveröffentlichung: 27. April 2012                                                                                |
| 2015 | Extinct Napalm Records             | DE39 (1 Wo.)DE | AT54 (1 Wo.)AT | CH32 (1 Wo.)CH | PT1 (10 Wo.)PT | Erstveröffentlichung: 6. März 2015                                                                                  |
| 2017 | 1755 Napalm Records                | DE72 (1 Wo.)DE | AT63 (1 Wo.)AT | CH62 (1 Wo.)CH | PT11 (15 Wo.)PT | Erstveröffentlichung: 3. November 2017                                                                              |
| 2021 | Hermitage Napalm Records           | DE19 (1 Wo.)DE | AT33 (1 Wo.)AT | CH24 (1 Wo.)CH | PT1 (15 Wo.)PT | Erstveröffentlichung: 26. Februar 2021                                                                              |

grau schraffiert: keine Chartdaten aus diesem Jahr verfügbar

### Livealben
| Jahr | Titel Musiklabel                                     | Höchstplatzierung, Gesamtwochen, AuszeichnungChartplatzierungen (Jahr, Titel, Musiklabel, Platzierungen, Wochen, Auszeichnungen, Anmerkungen) | Höchstplatzierung, Gesamtwochen, AuszeichnungChartplatzierungen (Jahr, Titel, Musiklabel, Platzierungen, Wochen, Auszeichnungen, Anmerkungen) | Höchstplatzierung, Gesamtwochen, AuszeichnungChartplatzierungen (Jahr, Titel, Musiklabel, Platzierungen, Wochen, Auszeichnungen, Anmerkungen) | Höchstplatzierung, Gesamtwochen, AuszeichnungChartplatzierungen (Jahr, Titel, Musiklabel, Platzierungen, Wochen, Auszeichnungen, Anmerkungen) | Anmerkungen                              |
| Jahr | Titel Musiklabel                                     | DE | AT | CH | PT | Anmerkungen                              |
| ---- | ---------------------------------------------------- | --- | --- | --- | --- | ---------------------------------------- |
| 2018 | Lisboa Under the Spell Napalm Records                | DE38 (1 Wo.)DE | — | CH94 (1 Wo.)CH | — | Erstveröffentlichung: 17. August 2018    |
| 2022 | From Down Below – Live 80 Meters Deep Napalm Records | — | — | — | — | Erstveröffentlichung: 29. September 2022 |

### Weitere Veröffentlichungen
- 1993: Anno Satanae (Demo)
- 1994: Under the Moonspell (EP)
- 2007: The Great Silver Eye (Best-Of)

### Singles
- 1993: Goat on Fire
- 1996: Opium
- 1997: 2econd Skin
- 1999: Nocturna
- 2002: Magdalena
- 2004: Everything Invaded
- 2012: White Skies